# Gianandrea Noseda
Gianandrea Noseda (* 23. dubna 1964 Milán) je italský dirigent.

## Život a činnost
Studoval klavír, kompozici a dirigování na konzervatoři Giuseppe Verdiho v Miláně. Později byl žákem osobností, jakými jsou Donato Renzetti, Myung-Whun Chung nebo Valerij Gergijev.
V roce 1994 zvítězil v mezinárodní dirigentské soutěži pořádané Cadaquéským orchestrem, jehož se později stal hlavním dirigentem. Následně byl v roce 1997 pozván Valerijem Gergijevem, aby se stal jako první cizinec hlavním hostujícím dirigentem v Mariinském divadle v Petrohradě. V letech 1999-2003 zaujímal pozici hlavního hostujícího dirigenta Rotterdamské filharmonie. V září 2002 převzal post hlavního dirigenta Filharmonie BBC v Manchesteru, kterým byl jmenován v prosinci 2001 a v říjnu 2006 s tímto tělesem prodloužil smlouvu o další dva roky a stal se jeho šéfdirigentem. S BBC Philharmonic například spolupracoval v roce 2005 na projektu BBC Radio 3, které zaznamenalo jejich živá provedení cyklu devíti Beethovenových symfonií v Bridgewater Hall a na čas je zpřístupnilo na svých webových stránkách ke stažení. S tímto orchestrem také natočil několik snímků pro nahrávací společnost Chandos.
V roce 2004 debutoval s Bostonským symfonickým orchestrem na festivalu v Tanglewoodu, následovala angažmá v Newyorské filharmonii, Pittsburském a Montrealském symfonickém orchestru. V roce 2007 poprvé spolupracoval s Izraelskou filharmonií a s Londýnským symfonickým orchestrem, roce 2010 pak s Chicagským a Philadelphským orchestrem.
Gianandrea Noseda je známý nejen jako symfonický, ale i operní dirigent. Od roku 2002 pravidelně vystupuje v newyorské Metropolitní opeře, naposledy při představeních opery Adriana Lecouvreur od Francesca Cilei počínaje 31. prosincem 2018.
V září roku 2007 se Noseda stal hlavním dirigentem orchestru v Teatro Regio di Torino v Itálii. Mimo to se objevil například v Royal Opera House, Covent Garden a La Scale. Je hlavním dirigentem španělského Orquesta de Cadaqués a uměleckým ředitelem Settimane Musicali di Stresa e del Lago Maggiore Festival v Itálii.
S orchestrem BBC Philharmonic byl dvakrát pozván na Mezinárodní hudební festival Pražský podzim. Ve Dvořákově síni Rudolfina tak oddirigoval v letech 2004 a 2006 celkem tři koncerty (na odřeknutém čtvrtém onemocnělého Nosedu zastoupil Vasilij Sinajskij), které zahrnovaly i český repertoár a byly natočeny Českým rozhlasem.

## Hlavní působiště
- 1997 Mariinské divadlo hlavní hostující dirigent
- 1999-2003 Rotterdamská filharmonie hlavní hostující dirigent
- 2002-2010 BBC Philharmonic hlavní dirigent, šéfdirigent
- 2007 Teatro Regio di Torino hlavní dirigent